# Skibob-Weltmeisterschaften 2006
Die 29. Skibob-Weltmeisterschaften fanden von 16. bis 20. Januar 2006 in Grächen im Schweizer Kanton Wallis statt. Ausgetragen wurden – erstmals seit Bischofswiesen 2001 wieder – die Disziplinen Abfahrt, Super-G, Riesenslalom und Slalom. Medaillen wurden außerdem in der Kombinationswertung vergeben. Für die Organisation zeichnete der Skibob-Club (SBC) Grächen verantwortlich. Die Gemeinde im Mattertal war nach 1987 zum zweiten Mal Austragungsort von Skibob-Weltmeisterschaften.

## Teilnehmer
Teilnehmerländer und Anzahl der Starter in Klammern:
| Europa (10 Länder)                                                              | Europa (10 Länder)                                                        | Europa (10 Länder) |
| ------------------------------------------------------------------------------- | ------------------------------------------------------------------------- | ------------------ |
| - Deutschland (10) - England (7) - Frankreich (1) - Österreich (15) - Polen (4) | - Schottland (2) - Schweiz (6) - Tschechien (11) - Türkei (2) - Wales (2) |                    |
| Amerika (1 Land)                                                                |                                                                           |                    |
| - Vereinigte Staaten (1)                                                        |                                                                           |                    |
| Asien (1 Land)                                                                  |                                                                           |                    |
| - Japan (1)                                                                     |                                                                           |                    |

## Medaillenspiegel
Berücksichtigt sind nur die Rennen in der allgemeinen Klasse.
| Platz | Land       |   |   |   |    |
| ----- | ---------- | - | - | - | -- |
| 1     | Tschechien | 8 | 4 | 7 | 19 |
| 2     | Österreich | 2 | 7 | 2 | 11 |

## Herren

### Abfahrt
| Platz | Land | Sportler           | Zeit (min) |
| ----- | ---- | ------------------ | ---------- |
| 01    | AUT  | Markus Moser       | 2:24,87    |
| 02    | CZE  | David Krejčí       | 2:25,42    |
| 03    | CZE  | Jakub Fedorko      | 2:26,48    |
| 04    | AUT  | Christian Ablinger | 2:27,16    |
| 05    | CZE  | Stanislav Ježek    | 2:27,49    |
| 06    | CZE  | Štěpán Hlaváč      | 2:28,00    |
| 07    | SUI  | Franz Tschümperlin | 2:28,09    |
| 08    | CZE  | Aleš Housa         | 2:28,21    |
| 09    | CZE  | Aleš Houser        | 2:30,24    |
| 10    | AUT  | Gerhard Hauer      | 2:31,85    |

Datum: 17. Januar

Strecke: Grosse Furggen

Starthöhe: 2420 m, Zielhöhe: 1690 m

Höhenunterschied: 730 m, Länge: 2950 m

Kurssetzer: Alois Fischbauer (AUT), 57 Tore
36 Sportler am Start, davon 30 klassiert

Ausgeschieden u. a.: Björn Walter (SUI)
Titelverteidiger:  Štěpán Hlaváč (letzte Austragung 2001)

### Super-G
| Platz | Land | Sportler           | Zeit (min) |
| ----- | ---- | ------------------ | ---------- |
| 01    | CZE  | Stanislav Ježek    | 0:46,30    |
| 02    | CZE  | Štěpán Hlaváč      | 0:46,89    |
| 02    | CZE  | Aleš Housa         | 0:46,89    |
| 04    | CZE  | David Krejčí       | 0:47,63    |
| 05    | AUT  | Christian Ablinger | 0:47,78    |
| 06    | AUT  | Markus Moser       | 0:47,87    |
| 07    | SUI  | Franz Tschümperlin | 0:47,90    |
| 08    | AUT  | Gerhard Hauer      | 0:47,91    |
| 09    | SUI  | Björn Walter       | 0:48,18    |
| 10    | CZE  | Jakub Fedorko      | 0:48,55    |

Datum: 18. Januar

Strecke: Grosse Furggen

Starthöhe: 2420 m, Zielhöhe: 2120 m

Höhenunterschied: 300 m, Länge: 1050 m

Kurssetzer: Alois Fischbauer (AUT), 24 Tore
35 Sportler am Start, davon 31 klassiert

Titelverteidiger:  Markus Moser

### Riesenslalom
| Platz | Land | Sportler           | Zeit (min) |
| ----- | ---- | ------------------ | ---------- |
| 01    | CZE  | Stanislav Ježek    | 0:46,26    |
| 02    | CZE  | David Krejčí       | 0:46,36    |
| 03    | CZE  | Aleš Housa         | 0:46,63    |
| 04    | CZE  | Štěpán Hlaváč      | 0:46,65    |
| 05    | SUI  | Franz Tschümperlin | 0:46,66    |
| 06    | AUT  | Markus Moser       | 0:46,97    |
| 07    | AUT  | Christian Ablinger | 0:47,52    |
| 08    | CZE  | Jakub Fedorko      | 0:47,60    |
| 09    | AUT  | Martin Gutjahr     | 0:48,08    |
| 10    | AUT  | Klaus Mayrhofer    | 0:48,86    |

Datum: 19. Januar

Strecke: Grosse Furggen

Starthöhe: 2420 m, Zielhöhe: 2120 m

Höhenunterschied: 300 m, Länge: 1050 m

Kurssetzer: Petra Gamper (AUT), 25 Tore

Das Rennen wurde in nur einem Durchgang ausgetragen.
37 Sportler am Start, davon 30 klassiert

Ausgeschieden u. a.: Gerhard Hauer (AUT), Björn Walter (SUI)
Titelverteidiger:  Matkus Moser

### Slalom
| Platz | Land | Sportler           | Zeit (min) |
| ----- | ---- | ------------------ | ---------- |
| 01    | CZE  | David Krejčí       | 1:06,70    |
| 02    | AUT  | Markus Moser       | 1:06,88    |
| 03    | CZE  | Stanislav Ježek    | 1:07,98    |
| 04    | AUT  | Gerhard Hauer      | 1:09,28    |
| 05    | CZE  | Štěpán Hlaváč      | 1:09,34    |
| 06    | SUI  | Sören Walter       | 1:10,28    |
| 07    | SUI  | Franz Tschümperlin | 1:10,42    |
| 08    | CZE  | Aleš Houser        | 1:11,04    |
| 09    | AUT  | Hannes Auer        | 1:13,87    |
| 10    | AUT  | Christian Ablinger | 1:16,28    |

Datum: 20. Januar

Strecke: Kleine Furggen

Starthöhe: 2270 m, Zielhöhe: 2120 m

Höhenunterschied: 150 m, Länge: 650 m

Kurssetzer 1. Durchgang: Petra Gamper (AUT), 29 Tore

Kurssetzer 2. Durchgang: Alois Fischbauer (AUT), 23 Tore
37 Sportler am Start, davon 23 klassiert

Ausgeschieden u. a.: Martin Gutjahr (AUT), Urs Tschümperlin (SUI), Björn Walter (SUI)
Titelverteidiger:  Markus Moser

### Kombination
| Platz | Land | Sportler           | Zeit (min) |
| ----- | ---- | ------------------ | ---------- |
| 01    | CZE  | David Krejčí       | 4:18,48    |
| 02    | AUT  | Markus Moser       | 4:18,72    |
| 03    | CZE  | Stanislav Ježek    | 4:21,73    |
| 04    | CZE  | Štěpán Hlaváč      | 4:23,99    |
| 05    | SUI  | Franz Tschümperlin | 4:25,17    |
| 06    | CZE  | Aleš Houser        | 4:30,53    |
| 07    | AUT  | Christian Ablinger | 4:30,96    |
| 08    | AUT  | Hannes Auer        | 4:39,10    |
| 09    | GER  | Jakob Jocham       | 4:46,76    |
| 10    | ENG  | Nicholas Platt     | 5:18,60    |

Das Ergebnis der Kombination setzt sich aus den addierten Zeiten von Abfahrt, Riesenslalom und Slalom zusammen.

20 Sportler klassiert
Titelverteidiger:  Markus Moser

## Damen

### Abfahrt
| Platz | Land | Sportler             | Zeit (min) |
| ----- | ---- | -------------------- | ---------- |
| 01    | AUT  | Petra Mörtenhuemer   | 2:35,48    |
| 02    | AUT  | Kerstin Mayrhofer    | 2:38,04    |
| 03    | CZE  | Alena Housová        | 2:38,28    |
| 04    | AUT  | Kerstin Mörtenhuemer | 2:38,90    |
| 05    | CZE  | Petra Poláková       | 2:39,92    |
| 06    | CZE  | Klára Hofmanová      | 2:44,79    |
| 07    | POL  | Sylwia Kawik         | 2:45,36    |
| 08    | AUT  | Lisa Zaff            | 2:46,05    |
| 09    | AUT  | Monika Mörtenhuemer  | 2:51,53    |
| 10    | GER  | Monika Lehmpfuhl     | 2:52,80    |

Datum: 17. Januar

Strecke: Grosse Furggen

Starthöhe: 2420 m, Zielhöhe: 1690 m

Höhenunterschied: 730 m, Länge: 2950 m

Kurssetzer: Alois Fischbauer (AUT), 57 Tore
12 Sportler am Start, davon 12 klassiert

Titelverteidigerin:  Petra Mörtenhuemer (letzte Austragung 2001)

### Super-G
| Platz | Land | Sportler            | Zeit (min) |
| ----- | ---- | ------------------- | ---------- |
| 01    | CZE  | Alena Housová       | 0:48,82    |
| 02    | AUT  | Petra Mörtenhuemer  | 0:50,86    |
| 03    | CZE  | Klára Hofmanová     | 0:52,06    |
| 04    | POL  | Sylwia Kawik        | 0:52,95    |
| 05    | AUT  | Monika Mörtenhuemer | 0:53,41    |
| 06    | AUT  | Kerstin Mayrhofer   | 0:53,92    |
| 07    | GER  | Monika Lehmpfuhl    | 0:54,15    |
| 08    | AUT  | Lisa Zaff           | 0:54,20    |
| 09    | GER  | Marika Ziron        | 0:54,28    |
| 10    | POL  | Wioletta Pachula    | 0:54,78    |

Datum: 18. Januar

Strecke: Grosse Furggen

Starthöhe: 2420 m, Zielhöhe: 2120 m

Höhenunterschied: 300 m, Länge: 1050 m

Kurssetzer: Alois Fischbauer (AUT), 24 Tore
13 Sportlerinnen am Start, davon 11 klassiert

Ausgeschieden: Kerstin Mörtenhuemer (AUT), Petra Poláková (CZE)
Titelverteidigerin:  Petra Poláková

### Riesenslalom
| Platz | Land | Sportler             | Zeit (min) |
| ----- | ---- | -------------------- | ---------- |
| 01    | CZE  | Alena Housová        | 0:48,55    |
| 02    | AUT  | Petra Mörtenhuemer   | 0:50,36    |
| 03    | AUT  | Kerstin Mörtenhuemer | 0:50,76    |
| 04    | CZE  | Petra Poláková       | 0:51,12    |
| 05    | CZE  | Klára Hofmanová      | 0:51,94    |
| 06    | GER  | Marika Ziron         | 0:52,36    |
| 07    | AUT  | Monika Mörtenhuemer  | 0:53,32    |
| 08    | AUT  | Kerstin Mayrhofer    | 0:53,44    |
| 09    | GER  | Monika Lehmpfuhl     | 0:53,87    |
| 10    | GER  | Elisa Bachmann       | 0:56,44    |

Datum: 19. Januar

Strecke: Grosse Furggen

Starthöhe: 2420 m, Zielhöhe: 2120 m

Höhenunterschied: 300 m, Länge: 1050 m

Kurssetzer: Petra Gamper (AUT), 25 Tore

Das Rennen wurde in nur einem Durchgang ausgetragen.
13 Sportlerinnen am Start, davon 11 klassiert

Ausgeschieden u. a.: Lisa Zaff (AUT)
Titelverteidigerin:  Alena Housová

### Slalom
| Platz | Land | Sportler           | Zeit (min) |
| ----- | ---- | ------------------ | ---------- |
| 01    | CZE  | Alena Housová      | 1:12,86    |
| 02    | AUT  | Kerstin Mayrhofer  | 1:26,25    |
| 03    | CZE  | Petra Poláková     | 1:17,39    |
| 04    | AUT  | Petra Mörtenhuemer | 1:17,73    |
| 05    | POL  | Sylwia Kawik       | 1:17,98    |
| 06    | GER  | Marika Ziron       | 1:18,74    |
| 07    | AUT  | Lisa Zaff          | 1:21,47    |
| 08    | POL  | Wioletta Pachula   | 1:39,15    |

Datum: 20. Januar

Strecke: Kleine Furggen

Starthöhe: 2270 m, Zielhöhe: 2120 m

Höhenunterschied: 150 m, Länge: 650 m

Kurssetzer 1. Durchgang: Petra Gamper (AUT), 29 Tore

Kurssetzer 2. Durchgang: Alois Fischbauer (AUT), 23 Tore
13 Sportlerinnen am Start, davon 8 klassiert

Ausgeschieden u. a.: Kerstin Mörtenhuemer (AUT), disqualifiziert: Klára Hofmanová (CZE)
Titelverteidigerin:  Alena Housová

### Kombination
| Platz | Land | Sportler           | Zeit (min) |
| ----- | ---- | ------------------ | ---------- |
| 01    | CZE  | Alena Housová      | 4:39,69    |
| 02    | AUT  | Petra Mörtenhuemer | 4:43,57    |
| 03    | AUT  | Kerstin Mayrhofer  | 4:47,73    |
| 04    | CZE  | Petra Poláková     | 4:48,43    |
| 05    | POL  | Wioletta Pachula   | 5:38,28    |

Das Ergebnis der Kombination setzt sich aus den addierten Zeiten von Abfahrt, Riesenslalom und Slalom zusammen.

5 Sportlerinnen klassiert
Titelverteidigerin:  Alena Housová

## Altersklassen
Neben den Herren- und Damenrennen in der allgemeinen Klasse wurden in allen Disziplinen auch die männlichen Weltmeister in der Jugendklasse ermittelt. Die Weltmeisterschaften in den übrigen Klassen (Schüler, Jugend weiblich und Altersklassen) wurden separat am 25. und 26. März 2006 in Lungötz ausgetragen.